# Lyse Doucet
Pour les articles homonymes, voir Doucet.
Lyse Doucet (née le 24 décembre 1958) est une journaliste, présentatrice canadienne de nouvelles et correspondante originaire de Bathurst, dans la province du Nouveau-Brunswick, au Canada. Elle travaille tant pour BBC World Service radio que pour le réseau de télévision BBC World News, et effectue occasionnellement des reportages pour BBC Radio 4 et BBC News à Londres. Elle parle couramment anglais, français et persan.

## Honneurs
- En 2014, elle reçoit le prix Bayeux-Calvados des correspondants de guerre dans la catégorie « Télévision ».
- Le 27 décembre 2018, elle est nommée Membre de l'Ordre du Canada[1].